# Mycalesis anaxias
Mycalesis anaxias là một loài bướm trong phân họ Satyrinae được tìm thấy ở Nam Á, và Đông Nam Á. Tại Nam Á, nó sinh sống ở Sikkim, về phía đông qua các rặng đồi đến Assam, Cachar, Myanmar và Tenasserim. Cũng có ở Nam Ấn Độ, ở Nilgiris và Travancore.
Sải cánh: 51–60 mm.

## Hình ảnh

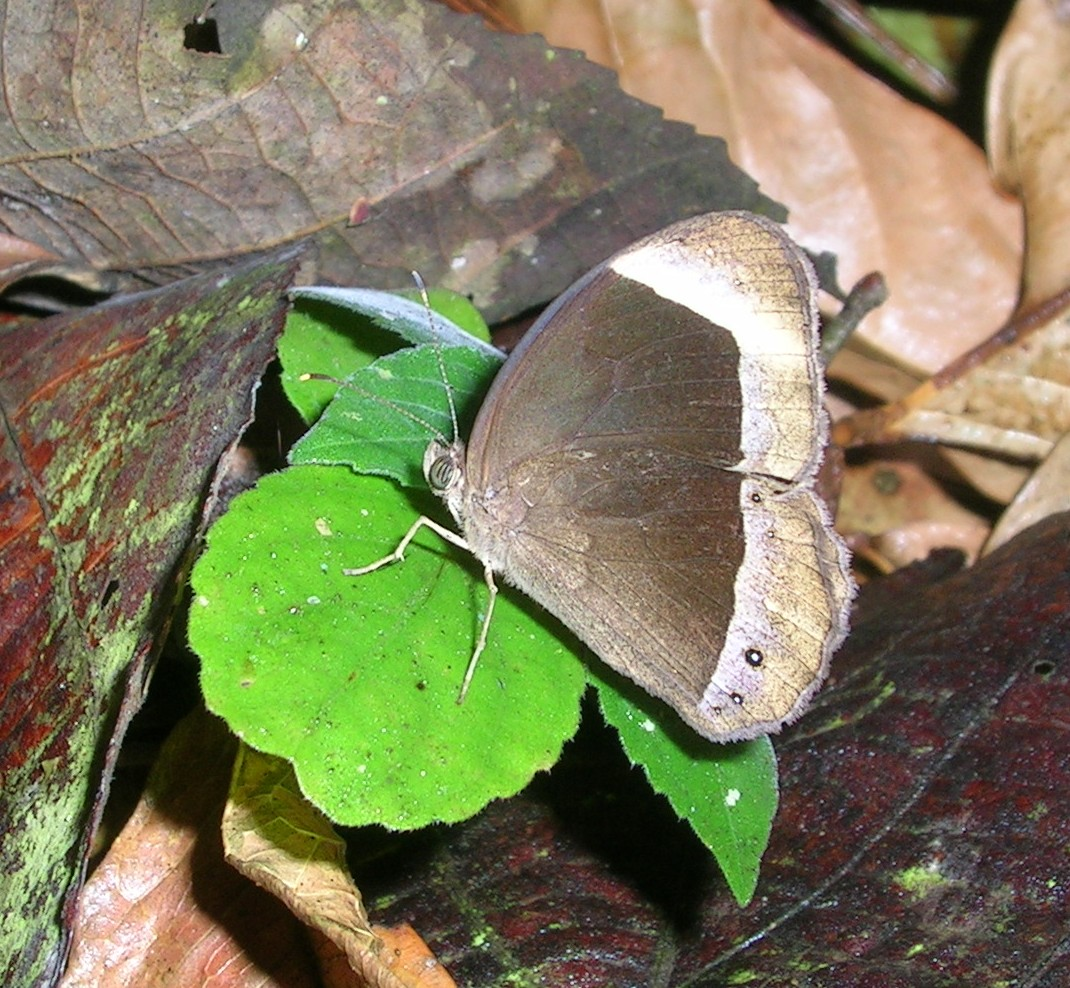
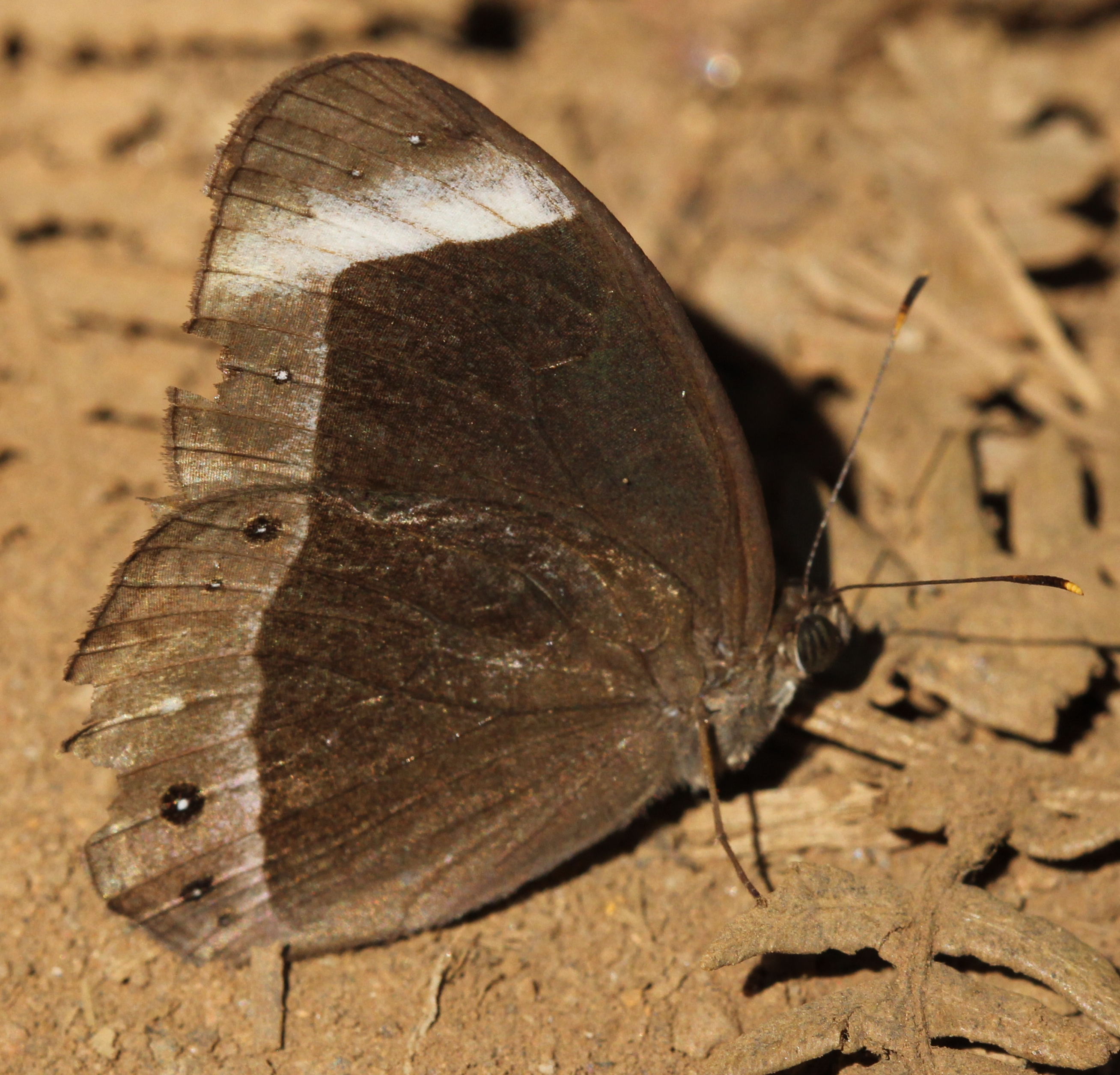

## Cước chú
1. ↑  Bingham (1905)